# Pictures of Matchstick Men
Singles de Status Quo
Black Veils of Melancholy
(1968)
Pictures of Matchstick Men est le premier single que le groupe anglais Status Quo réalisait sous le nom de The Status Quo. Il sera sur la liste des titres de l'album Picturesque Matchstickable Messages from the Status Quo paru le 27 septembre 1968.

## Historique
Il est paru le 5 janvier 1968 et fut produit par John Schroeder pour le label Pye Records.
Il fut composé par Francis Rossi et enregistré sur une console de quatre pistes seulement. Normalement prévu pour être la face B du single de la chanson Gentleman Joe's Sidewalk Café, l'ordre des titres fut inversé pour favoriser l'aspect plus psychédélique de la chanson.
Ce single se classa à la 7e place des charts britanniques mais entra aussi dans d'autres charts de pays européens comme l'Allemagne (#18), l'Autriche (#18), la Belgique (#18), les Pays-Bas (#3) et la Suisse (#5).
On peut entendre l’intégralité de la chanson en fond sonore dans la scène du film Men in Black 3 (avec le personnage d'Andy Warhol) dans laquelle les agents K et J tentent d’intercepter le méchant Boris.
La chanson a été reprise notamment par les groupes américains Camper van Beethoven (1989) et Cracker (1997) ainsi que par les anglais de Kasabian (2006).

## Liste des titres
- Face A :Pictures of Matchstick Men (Francis Rossi) - 3:08
- Face B :Gentleman Joe's Sidewalk Café (Kenny Young) - 2:59

## Musiciens
- Francis Rossi : chant, guitares.
- Rick Parfitt : guitare rythmique, chœurs.
- Alan Lancaster : basse.
- John Coghlan : batterie, percussion.
- Roy Lynes : claviers.

## Charts
| Date       | Chart             | durée du classement | Position |
| ---------- | ----------------- | ------------------- | -------- |
| 30/01/1968 | UK Singles Chart  | 12 semaines         | 7e       |
| 01/04/1968 | Single Top 100    | 5 semaines          | 18e      |
| 15/06/1968 | Ö3 Austria Top 40 | 4 semaines          | 18e      |
| 18/05/1968 | (W) Ultratop      | 11 semaines         | 18e      |
| 09/03/1968 | Mega Top 50       | 6 semaines          | 3e       |
| 30/04/1968 | Top 100           | 11 semaines         | 5e       |